# Reinardt Janse van Rensburg
Reinardt Janse van Rensburg (nasceu a 3 de Fevereiro de 1989) é um ciclista sul-africano, que representa actualmente (desde 2010) a Argos-Shimano, uma equipa UCI Pro Tour. van Rensburg foi o primeiro sul-africano a vencer uma etapa e a vestir a camisola amarela na Volta a Portugal, ao vencer o prólogo da edição de 2012.

## Palmarés
2010
1º na Etapa 1 do Tour do Ruanda
2011
1º na Etapa 2 do Tour de Marrocos
1º na Etapa 2 do Herald Sun Tour
2012
1º nos Campeão nacional CRI
Vencedor do Tour de Marrocos
1º nas Etapas 1, 5, 6 & 8
Vencedor do Tour de Bretagne
º na Etapa 4
Vencedor do Ronde van Overijssel
1º no Prólogo
Vencedor do Circuit de Wallonie
1º na Etapa 2
1º no Ronde van Zeeland Seaports
Volta a Portugal de 2012
Vencedor da Classificação por Pontos
1º no Prólogo
1º na Etapa 10